# Liste der Einträge im National Register of Historic Places im Grundy County (Illinois)

Lage des Grundy County in Illinois

Die Liste der Einträge im National Register of Historic Places im Grundy County in Illinois führt alle Bauwerke und historischen Stätten im Grundy County auf, die in das National Register of Historic Places aufgenommen wurden.

## Legende
| NRHP | Historic Place             |
| HD   | Historic District          |
| NHL  | National Historic Landmark |

## Aktuelle Einträge
| [ 2 ] | Name                                                 | Bild                                                 | Eintragsdatum        | Lage | Ort                | Beschreibung |
| ----- | ---------------------------------------------------- | ---------------------------------------------------- | -------------------- | --- | ------------------ | ------------ |
| 1     | Coleman Hardware Company Building                    | Coleman Hardware Company Building                    | 1994 ID-Nr. 94000980 | 100 Nettle Street 41° 21′ 24″ N, 88° 25′ 45″ W                                                                      | Morris             |              |
| 2     | Dresden Island Lock and Dam Historic District        | Dresden Island Lock and Dam Historic District        | 2004 ID-Nr. 04000164 | 7521 North Lock Road 41° 23′ 52″ N, 88° 16′ 56″ W                                                                   | Morris             |              |
| 3     | Mazon Creek Fossil Beds                              | Mazon Creek Fossil Beds                              | 1997 ID-Nr. 97001272 | Benson Road, rund 5 km südöstlich von Morris 41° 19′ 38″ N, 88° 21′ 50″ W                                           | Wauponsee Township |              |
| 4     | Morris Downtown Commercial Historic District         | Morris Downtown Commercial Historic District         | 2006 ID-Nr. 05001603 | Liberty Street, Illinois Street, Fulton Street, Wauponsee Street und Franklin Street 41° 21′ 34,7″ N, 88° 25′ 26″ W | Morris             |              |
| 5     | Morris Wide Water Canal Boat Site                    | Morris Wide Water Canal Boat Site                    | 2000 ID-Nr. 99001708 | East Washington Street 41° 21′ 59″ N, 88° 24′ 12″ W                                                                 | Morris             |              |
| 6     | White and Company's Goose Lake Stoneware Manufactury | White and Company's Goose Lake Stoneware Manufactury | 1998 ID-Nr. 98000976 | 5010 North Jugtown Road 41° 20′ 50″ N, 88° 19′ 19″ W                                                                | Morris             |              |
| 7     | White and Company's Goose Lake Tile Works            | White and Company's Goose Lake Tile Works            | 1998 ID-Nr. 98000976 | 5010 North Jugtown Road 41° 20′ 44″ N, 88° 19′ 2″ W                                                                 | Morris             |              |